# Pedro Segura y Sáenz
Pedro Segura y Sáenz (ur. 4 grudnia 1880 w Carazo, zm. 8 kwietnia 1957 w Madrycie) – hiszpański duchowny katolicki, arcybiskup Sewilli, kardynał.

## Życiorys
Święcenia kapłańskie przyjął 9 czerwca 1906. W latach 1906 – 1912 był wykładowcą w seminarium duchownym Burgos, a w latach 1912 – 1916 na Papieskim Uniwersytecie w Valladolid. 14 marca 1916 roku otrzymał nominację na biskupa tytularnego Apollonia i biskupa pomocniczego Valladolid, sakrę biskupią przyjął 13 czerwca 1916 w Comillas z rąk kard. José María Cos y Macho arcybiskupa Valladolid. 10 lipca 1920 roku mianowany biskupem Coria. 20 grudnia 1926 roku promowany na arcybiskupa metropolitę Burgos. 19 grudnia 1927 roku przeniesiony na stolicę metropolitalną i prymasowską w Toledo i tego samego dnia na konsystorzu wyniesiony przez papieża Piusa XI do godności kardynalskiej z tytułem kardynała prezbitera Santa Maria in Trastevere. Usunięty z Hiszpanii przez republikański rząd w lipcu 1931 roku i 26 września 1931 roku zrezygnował z pasterskiego zarządzania archidiecezją Toledo. Rezydował we Francji i w Rzymie, do którego przybył 20 grudnia 1931 roku. 14 września 1937 roku mianowany arcybiskupem metropolitą Sewilli. Uczestniczył w konklawe 1939 roku, które wybrało na papieża Piusa XII. Od 30 sierpnia 1954 roku kardynał protoprezbiter. Zmarł 8 kwietnia 1957 roku w Madrycie i pochowano go w Sewilli.

## Stosunek do dyktatury Franco
W czasie dyktatury generała Franco, Segura sprzeciwiał się powiązaniom kleru hiszpańskiego z władzami - przyrównywał doktrynę narodowego katolicyzmu do teologii wyzwolenia. Wspólnie z biskupem Antonio Pildainem atakowali reżim frankistowski z pozycji ultraortodoksyjnego katolicyzmu.